# Dasychira oxydata
Dasychira oxydata is een vlinder uit de familie spinneruilen (Erebidae), onderfamilie donsvlinders (Lymantriinae). De wetenschappelijke naam van deze soort is voor het eerst geldig gepubliceerd in 1934 door Schultze.
De soort komt voor in tropisch Afrika.